# Южный Парк (13-й сезон)
Тринадцатый сезон американского анимационного телесериала «Южный Парк» впервые транслировался в США на телеканале Comedy Central с 11 марта по 18 ноября 2009 года. Создание очередного сезона проходило под руководством Трея Паркера и Мэтта Стоуна. Сезон по-прежнему сосредоточен на действиях основных героев мультсериала: Стэна, Кайла, Картмана, Кенни и Баттерса в вымышленном горном городке Южный Парк в штате Колорадо.
Сезон стал первым после подписания нового контракта с Паркером и Стоуном. Всего было выпущено четырнадцать 22-минутных эпизодов, трансляция которых прошла в два этапа: по семь эпизодов с перерывом в шесть месяцев. До премьеры сезона все эпизоды были доступны для свободного просмотра на сайте South Park Studios. Тринадцатый сезон стал первым сезоном в истории мультсериала, который транслировался в формате высокой чёткости. Паркер и Стоун работали над новым сезоном так же, как и над предыдущими, создавая очередной эпизод не позднее чем за неделю до даты показа.
Как и раньше эпизоды мультсериала наполнены сатирой. В частности, в этом сезоне затронуты сомалийские пираты, скандал вокруг ACORN, китобойный промысел в Японии, маркетинговый план The Walt Disney Company. Также в эпизодах, как и раньше, появлялись знаменитости, такие как Jonas Brothers, Канье Уэст, Карлос Менсиа, Пол Уотсон, Гленн Бек. Эпизод «Рыбные палочки» привлёк особое внимание средств массовой информации после заявления рэпера Канье Уэста, что шутка про его высокомерие была забавной, однако, всё равно задела исполнителя. Эпизод «Слово на букву „П“» стал особенно спорным и побудил множество жалоб от ГЛААД. Трансляция эпизода «Дерби соснового леса» в Мексике была запрещена якобы из-за изображения президента Мексики Фелипе Кальдерона. 7-й эпизод получил высокую оценку от экипажа 46-го эскадренного миноносца USS Bainbridge, который принимал участие в стычке с сомалийскими пиратами.
Тринадцатый сезон получил смешанные отзывы: часть критиков назвали его одним из сильнейших сезонов мультсериала, в то время как другие утверждали, что качество эпизодов стало снижаться. Рейтинг Нильсена составил около 3 миллионов зрителей на эпизод. Серия «Маргаритавилль», в которой высмеивался мировой экономический кризис 2008 года получила в 2009 году премию «Эмми».

## Актёрский состав
- Трей Паркер — Стэн Марш / Эрик Картман / Рэнди Марш / мистер Гаррисон / Клайд Донован / мистер Маки / Стивен Стотч / Джимми Волмер / Филлип
- Мэтт Стоун — Кайл Брофловски / Кенни Маккормик / Баттерс Стотч / Джеральд Брофловски / Стюарт Маккормик / Крэйг Такер / Терренс
- Эйприл Стюарт — Шерон Марш / Шелли Марш / мэр Мэкдэниэлс / Венди Тестабургер / директриса Виктория
- Мона Маршалл — Шейла Брофловски / Линда Стотч

## Эпизоды
| № общий | № в сезоне | Название                                          | Режиссёр    | Автор сценария | Дата премьеры   | Произв. код | Зрители США (млн) |
| --- | ---------- | ------------------------------------------------- | ----------- | -------------- | --------------- | ----------- | ----------------- |
| 182 | 1          | «Кольцо» «The Ring»                               | Трей Паркер | Трей Паркер    | 11 марта 2009   | 1301        | 3.41              |
| Кенни заводит себе подружку. Стремясь завоевать её сердце, и не только его, Кенни приглашает её на концерт «Jonas Brothers». Чувства Кенни подвергнуты жестоким испытаниям, но он не намерен сдаваться, и упорно идёт к своей цели. Друзья, обеспокоенные изменениями в поведении Кенни, не собираются сидеть сложа руки, и пытаются найти способ исцелить друга. |            |                                                   |             |                |                 |             |                   |
| 183 | 2          | «Енот» «The Coon»                                 | Трей Паркер | Трей Паркер    | 18 марта 2009   | 1302        | 3.27              |
| Страну охватил экономический кризис, и в Южном Парке наступили тёмные времена. Волна преступности захлестнула город, но нашёлся супергерой, который встал на защиту закона, даже два супергероя. Но Енот никому не позволит отнять у него право защищать этот город. Кто же станет символом закона и справедливости в эти смутные времена?                        |            |                                                   |             |                |                 |             |                   |
| 184 | 3          | «Маргаритавилль» «Margaritaville»                 | Трей Паркер | Трей Паркер    | 25 марта 2009   | 1303        | 2.77              |
| Мировой финансовый кризис ударил по Южному Парку. Пока Стэн пытался вернуть в магазин купленный в кредит миксер «Маргаритавилль», Рэнди Марш создал культ всемогущей Экономики, заставив всех жителей ходить в лохмотьях и ничего не покупать. Но нашёлся один «еретик» — Кайл, готовый пожертвовать собой ради спасения всех.                                    |            |                                                   |             |                |                 |             |                   |
| 185 | 4          | «Ешь, молись, пускай газы» «Eat, Pray, Queef»     | Трей Паркер | Трей Паркер    | 1 апреля 2009   | 1304        | 3.01              |
| Первоапрельская шутка девчонок над мальчишками из обычной школьной забавы переросла в нечто большее. Больше всех пострадал Баттерс. Картман разозлился, и выступил с гневным обличением канадского телевидения, которое ради наживы не гнушается сортирным юмором. А все мужчины Южного Парка во главе с Рэнди Маршем начали борьбу с квифингом.                  |            |                                                   |             |                |                 |             |                   |
| 186 | 5          | «Рыбные палочки» «Fishsticks»                     | Трей Паркер | Трей Паркер    | 8 апреля 2009   | 1305        | 3.11              |
| Картман и Джимми придумывают самую смешную шутку в мире, которая базируется на сходстве в произношении «fishsticks» (рыбных палочек) и «fish dicks» (рыбных пенисов). Люди пытаются узнать, кто же её создал. Канье Уэст — единственный человек, который не понял шутку.                                                                                          |            |                                                   |             |                |                 |             |                   |
| 187 | 6          | «Дерби соснового леса» «Pinewood Derby»           | Трей Паркер | Трей Паркер    | 15 апреля 2009  | 1306        | 2.78              |
| Чтобы Стэн мог выиграть в «Гонке деревянных машинок», Рэнди украл деталь от Большого адронного коллайдера. В результате деревянная машинка улетела в космос, и Землёй пристально заинтересовались инопланетяне. |            |                                                   |             |                |                 |             |                   |
| 188 | 7          | «Жирная Борода» «Fatbeard»                        | Трей Паркер | Трей Паркер    | 22 апреля 2009  | 1307        | 2.59              |
| Мечта Картмана о том, чтобы жить, как пират, сбудется, если он сможет добраться до Сомали. |            |                                                   |             |                |                 |             |                   |
| 189 | 8          | «Мёртвые знаменитости» «Dead Celebrities»         | Трей Паркер | Трей Паркер    | 7 октября 2009  | 1308        | 2.67              |
| Айк мучается не поддающимися объяснению силами. Кайл вводит профессиональных охотников за привидениями, чтобы помочь спасти его маленького брата, но полтергейсты не оставляют Айка в покое. |            |                                                   |             |                |                 |             |                   |
| 190 | 9          | «Козырная сучка Баттерса» «Butters’ Bottom Bitch» | Трей Паркер | Трей Паркер    | 14 октября 2009 | 1309        | 2.56              |
| Баттерс решительно хочет поцеловаться в первый раз, для того, чтобы его друзья больше не смеялись над ним. После расплаты за свой первый поцелуй ему в голову приходит идея о собственной «Компании Поцелуев». Между тем один чересчур преданный своему делу коп начинает войну против проституции в Южном Парке.                                                 |            |                                                   |             |                |                 |             |                   |
| 191 | 10         | «W.T.F.»                                          | Трей Паркер | Трей Паркер    | 21 октября 2009 | 1310        | 1.37              |
| После просмотра матча по реслингу ребята нашли своё истинное призвание в жизни. |            |                                                   |             |                |                 |             |                   |
| 192 | 11         | «Китовые шлюхи» «Whale Whores»                    | Трей Паркер | Трей Паркер    | 28 октября 2009 | 1311        | N/A               |
| Стэн принимает меры, чтобы остановить убийство китов и дельфинов японцами. |            |                                                   |             |                |                 |             |                   |
| 193 | 12         | «Слово на букву „П“» «The F Word»                 | Трей Паркер | Трей Паркер    | 4 ноября 2009   | 1312        | 1.99              |
| Мальчики не позволят фестивалю «Харлей», который пройдёт в Южном Парке, разрушить их выходные. Все так же согласны, что с них достаточно этих шумных и неприятных байкеров, которые прибыли в город. Мальчики делают вызов харлей-гонщикам, они «бросают» слово на «П» и игра началась…                                                                           |            |                                                   |             |                |                 |             |                   |
| 194 | 13         | «Танцы со смурфами» «Dances with Smurfs»          | Трей Паркер | Трей Паркер    | 11 ноября 2009  | 1313        | 2.77              |
| Картмана выбирают для утренних объявлений в школе Южного Парка. |            |                                                   |             |                |                 |             |                   |
| 195 | 14         | «Моча» «Pee»                                      | Трей Паркер | Трей Паркер    | 18 ноября 2009  | 1314        | 2.87              |
| Мальчики проводят воскресенье в аквапарке, в бассейнах которого моча превысила предельно допустимую концентрацию. |            |                                                   |             |                |                 |             |                   |